# ベントレー・ブルックランズ

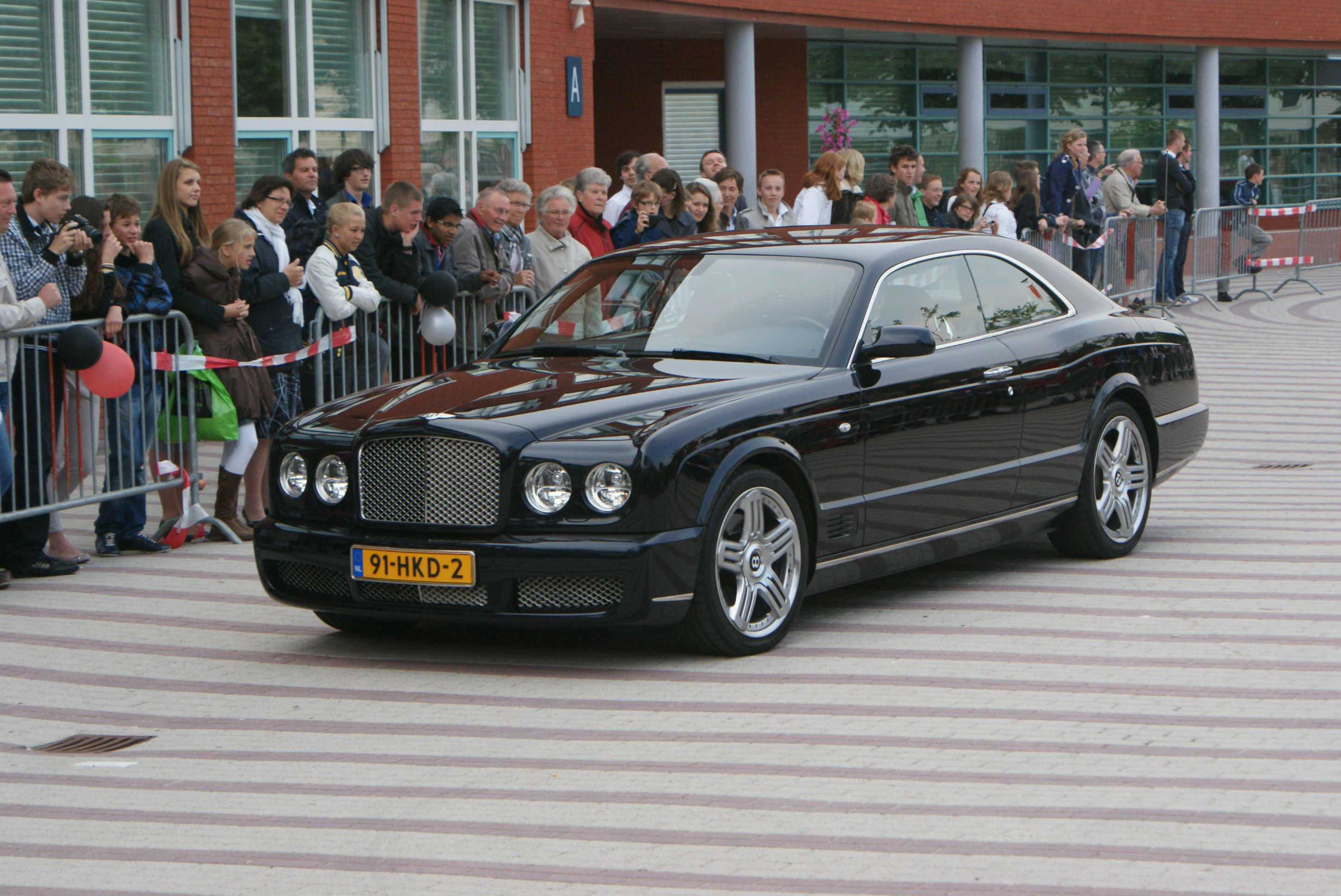
クーペモデル

ブルックランズ（Brooklands ）はイギリスの自動車メーカーであるベントレーモーターズが製造・販売していた高級車である。

## 概要
1992年、ベントレー・ミュルザンヌとベントレー・エイトを置き換えるため導入された。ベントレー・ターボRの廉価版として企画され、ターボRと同じスタイルで、エンジンも同じロールス・ロイス製6.75リットルV型8気筒エンジンだがターボチャージャーは搭載されなかった。1998年、ブルックランズはベントレー・アルナージに置き換えられた。
2007年のジュネーブモーターショーで2ドア4シーターのクーペとしてブルックランズの名前は復活し、2008年から発売された。

## 初代
ブルックランズはロールス・ロイス車で1980年代から1990年代初頭を通じて使われていた、角張ったデザインを引き続き採用した。エクステリアデザインは古典的なウォーターフォールグリルや4灯ヘッドライトを特徴とする。多くのベントレーやロールス・ロイス車と同様、ブルックランズは下降するトランクリッドとクロムのBピラーをトレードマークにしていた。
インテリアは従来のベントレーのモデルから変更は少なく、センターコンソールを取り巻くレザーがより曲線美を持つようになった。ステアリングホイールやドアパネルも変更はなく、インテリアは引き続き豊富なウッドパネルに囲まれる。
ブルックランズのアメリカでの価格は156,500ドルからである。

### テクニカルデータ
ブルックランズは6.75リットルロールス・ロイス製V型8気筒エンジンと4速ATが搭載された。後輪駆動で前後とも独立懸架である。ブルックランズは他の超高級車より大きく、全長は5,370mm、ホイールベースは3,162mmである（ショートホイールベース車は5,268mmと3,061mm）。

## 2代目
ベントレー・ブルックランズ・クーペは伝統的なコーチビルディングの技術と職人の技術を用い、手作業で組み立てられる。トータルの生産台数は550台を予定しており、2008年前半に出荷開始された。
ブルックランズは6.75リットルロールス・ロイス時代にルーツがあるツインターボV型8気筒エンジンを搭載し、最高出力395kW、最大トルクは1050 Nmを達成し、V8エンジンの中で最大のトルクを達成した。5.0秒で97km/hに達し、最高速度は296km/hに達した。オプションのSGLカーボン製の14inブレーキディスク（20inホイールのみ）による、炭素繊維強化炭化ケイ素セラミックス複合材料のブレーキシステムにより、ブルックランズは市販されている他の乗用車以上の制動力が提供される。
なお、この新しいクーペにはBピラーがない。

### テクニカルデータ
- 最高出力: 395kW/4,000rpm
- 最大トルク: 1,050Nm/3,250rpm
- 0〜60mph(0〜97km/h):5.0秒[3]
- 0〜100 km/h(0〜62 mph):5.3秒
- 最高速度:296km/h[3]
- 0〜100mph(0〜161km/h):11.7秒